# Ala-Nurmes
Ala-Nurmes är en sjö i kommunen Kuopio i landskapet Norra Savolax i Finland. Sjön ligger 105,2 meter över havet. Den är 22,61 meter djup. Arean är 1,92 kvadratkilometer och strandlinjen är 16,23 kilometer lång. Sjön  ingår i Vuoksens huvudavrinningsområde.   Den ligger omkring 52 kilometer nordöst om Kuopio och omkring 390 kilometer norr om Helsingfors. 
I sjön finns öarna Virtasaari och Viinasaari. 